# Специальный комитет при Совете министров СССР
«Специальный комитет при Совете министров СССР» (до сентября 1945 года — «Специальный комитет при ГКО СССР», до марта 1946 года — «Специальный комитет при СНК СССР»; неофициальное название — «Специальный комитет по использованию атомной энергии») — советский государственный орган, созданный распоряжением Государственного комитета обороны от 20 августа 1945 года № ГКО-9887сс/ов, ровно через 14 дней после атомной бомбардировки Хиросимы Вооружёнными силами США. Основными задачами комитета являлись разработка и создание в сжатые сроки первого советского ядерного оружия с целью достижения и дальнейшего поддержания ядерного паритета между СССР и США на фоне их послевоенного противостояния.
Спецкомитет ликвидирован 26 июня 1953 года решением Президиума ЦК КПСС. В этот же день указом Президиума Верховного Совета СССР было образовано Министерство среднего машиностроения СССР, которому постановлением Совета министров СССР от 9 июля 1953 года № 1704-669сс были переданы наличный состав работников, делопроизводство и архив бывшего Спецкомитета.

## Предыстория
До создания спецкомитета работы по обеспечению атомного проекта велись с 12 апреля 1943 года под управлением СНК СССР, ими сначала руководил народный комиссар химической промышленности СССР М. Г. Первухин.
3 декабря 1944 года вышло постановление ГКО СССР № 7069сс «О неотложных мерах по обеспечению развёртывания работ, проводимых Лабораторией № 2 АН СССР».
Все работы по атомному проекту были сконцентрированы в Москве, где была выделена земля для строительства корпусов лаборатории.
Для «руководства всеми работами по использованию внутриатомной энергии урана» распоряжением Государственного комитета обороны от 20 августа 1945 года № ГКО-9887сс/ов был создан «Специальный комитет при ГКО», председателем которого был назначен Л. П. Берия. При создании комитета был использован опыт создания и работы Совета по радиолокации ГКО, который функционировал с 4 июля 1943 года.

## Состав Специального комитета
Специальный комитет был наделён чрезвычайными полномочиями по привлечению к работам по атомному проекту любых ресурсов, имевшихся в распоряжении правительства СССР. Большая часть работы специального комитета была регламентирована директивами И. В. Сталина, которые предписывали создать ядерное оружие в сжатые сроки.
Для ускорения работ в состав Специального комитета при ГКО вошли представители всех партийных и государственных органов, вовлечённых в создание советской атомной отрасли:
| № | Персона                                   | Должность | Должность                                           | Деятельность                            | Примечание |
| - | ----------------------------------------- | --------- | --------------------------------------------------- | --------------------------------------- | --- |
| 1 | Л. П. Берия (председатель)                |           | народный комиссар внутренних дел СССР               | контрразведка и информационная разведка | |
| 2 | Г. М. Маленков                            |           | секретарь ЦК КПСС                                   | партийно-кадровая                       | |
| 3 | Н. А. Вознесенский                        |           | председатель Госплана СССР                          | планово-экономическая                   | |
| 4 | Б. Л. Ванников (заместитель председателя) |           | народный комиссар боеприпасов                       | инженерно-промышленная                  | начальник Первого главного управления при СНК СССР |
| 5 | А. П. Завенягин                           |           | заместитель народного комиссара внутренних дел СССР | инженерно-промышленная                  | |
| 6 | И. В. Курчатов (научный руководитель)     |           | начальник Лаборатории № 2 АН СССР                   | научная                                 | технологии были отработаны в 1942—1945 годах |
| 7 | П. Л. Капица                              |           | директор Института физических проблем               | научная                                 | приглашён для решения задач низкотемпературной технологии разделения изотопов урана, вышел из атомного проекта в 1945 году из-за разногласий с руководством |
| 8 | В. А. Махнёв                              |           | заместитель члена ГКО Л. П. Берии                   | техническая                             | начальник Секретариата, в исследованиях историков и воспоминаниях очевидцев не упоминается                                                                  |
| 9 | М. Г. Первухин (заместитель председателя) |           | народный комиссар химической промышленности СССР    | инженерно-промышленная                  | курировал деятельность Лаборатории № 2 АН СССР до создания Спецкомитета                                                                                     |

На заседаниях Спецкомитета с момента его создания прорабатывались все документы ГКО СССР и СНК СССР (позже СМ СССР), относящиеся к атомной проблеме. Затем эти документы шли на утверждение И. В. Сталину, который непосредственно контролировал деятельность Спецкомитета.
Позже порядок действий Спецкомитета был изменён: 8 февраля 1947 года на заседании Политбюро ЦК ВКП(б) было принято решение о том, что вопросы работы Спецкомитета докладываются или непосредственно председателю Совета министров СССР И. В. Сталину, или его первому заместителю В. М. Молотову.
Один из участников «атомного проекта» И. Н. Головин позднее вспоминал: «Б. Л. Ванников и И. В. Курчатов как нельзя лучше дополняли друг друга. Курчатов отвечал за решение научных задач и правильную ориентацию инженеров и работников смежных областей науки, Ванников — за срочное исполнение заказов промышленностью и координацию работ». Эту точку зрения разделял и участник работ по созданию ракетно-космической отрасли Б. Е. Черток.
Для непосредственного руководства научно-исследовательскими, проектными, конструкторскими организациями и промышленными предприятиями, занятыми в атомном проекте, было создано Первое главное управление при ГКО (ПГУ), подчинённое Специальному комитету при ГКО.

### Технический совет при Специальном комитете
Для анализа научных и технических вопросов, возникающих при работе Специального комитета над атомным проектом, и проработки проектов технологических сооружений, необходимо было привлечь научных работников. Распоряжением Государственного комитета обороны от 20 августа 1945 года № ГКО-9887сс/ов «О специальном комитете [по использованию атомной энергии] при ГКО» был определён следующий состав Технического совета при Специальном комитете:
| №  | Персона                           | Персона | Должность                          | Звание | Звание                                         | Примечание                                                                                 |
| -- | --------------------------------- | ------- | ---------------------------------- | ------ | ---------------------------------------------- | ------------------------------------------------------------------------------------------ |
| 1  | Б. Л. Ванников (председатель)     |         | нарком боеприпасов                 |        | генерал-полковник инженерно-технической службы |                                                                                            |
| 2  | А. И. Алиханов (учёный секретарь) |         | Директор ИТЭФ                      |        | Академик                                       |                                                                                            |
| 3  | И. Н. Вознесенский                |         |                                    |        | Член-корреспондент АН СССР                     |                                                                                            |
| 4  | А. П. Завенягин                   |         | заместитель наркома внутренних дел |        |                                                | курировал работу спецконтингента                                                           |
| 5  | А. Ф. Иоффе                       |         | директор Ленинградского ФТИ        |        | Академик                                       | большинство членов комиссии были учениками А. Ф. Иоффе                                     |
| 6  | П. Л. Капица                      |         | директор ИФП                       |        | Академик                                       | вышел из атомного проекта в 1945 году из-за разногласий с руководством                     |
| 7  | И. К. Кикоин                      |         | сотрудник Лаборатории № 2          |        | член-корреспондент АН СССР                     |                                                                                            |
| 8  | И. В. Курчатов                    |         | начальник Лаборатории № 2 АН СССР  |        | Академик                                       |                                                                                            |
| 9  | В. А. Махнёв                      |         | заместитель члена ГКО Л. П. Берии  |        |                                                | начальник Секретариата, в исследованиях историков и воспоминаниях очевидцев не упоминается |
| 10 | Ю. Б. Харитон                     |         | профессор                          |        | доктор физико-математических наук              |                                                                                            |
| 11 | В. Г. Хлопин                      |         | руководитель Радиевого института   |        | Академик                                       | председатель Комитета по урановой проблеме при Президиуме АН СССР с 1940 года              |

Технический совет сам выносил предложения о штате и порядке работы на заседания Спецкомитета.

### Инженерно-технический совет при Специальном комитете
В процессе работы над атомным проектом необходимо было наладить производство сырья для получения оружейного плутония, создать заводы по сборке и хранению ядерных бомб, решить вопросы добычи и обогащения урана, производства тяжёлой воды.
Для обеспечения инженерно-технического руководства проектированием и сооружением предприятий по использованию внутрипромышленных ресурсов, а также руководства конструированием и изготовлением специального оборудования для указанных целей, на заседании Специального комитета при СНК СССР 30 ноября 1945 года было принято решение организовать при Специальном комитете Инженерно-технический совет, в состав которого вошли семь человек:
| Персона         | Персона | Должность                                                                            | Звание                                         | Примечание                                    |
| --------------- | ------- | ------------------------------------------------------------------------------------ | ---------------------------------------------- | --------------------------------------------- |
| М. Г. Первухин  |         | министр химической промышленности СССР                                               |                                                | председатель совета                           |
| В. С. Емельянов |         | председатель Комитета стандартов при СНК СССР                                        | доктор технических наук                        | заместитель председателя совета               |
| В. А. Малышев   |         | 1-й Народный комиссар транспортного машиностроения СССР                              | генерал-полковник инженерно-технической службы | член совета                                   |
| А. П. Завенягин |         | заместитель наркома внутренних дел СССР                                              | генерал-лейтенант                              | член совета, курировал работу спецконтингента |
| Г. В. Алексенко |         | заместитель наркома электропромышленности СССР                                       | доктор технических наук                        | член совета                                   |
| А. Г. Касаткин  |         | организатор химической промышленности СССР                                           |                                                | член совета                                   |
| Б. С. Поздняков |         | председатель Технического совета Народного комиссариата тяжёлого машиностроения СССР |                                                | учёный секретарь совета                       |

Штатная численность Инженерно-технического совета составляла сорок пять человек: заместитель председателя совета, учёный секретарь, семь референтов, десять инженеров, восемь секретарей секций и совета, четыре машинистки, четверо работников технического архива и делопроизводства, десять человек хозяйственно-обслуживающего персонала.
Для членов Инженерно-технического совета, работников его аппарата и специалистов, привлекаемых к работе совета (для консультации и экспертизы) был установлен такой же порядок и размер оплаты, как и для членов, работников аппарата и консультантов Технического совета при Специальном комитете.
Практическая работа Инженерно-технического совета при Специальном комитете велась по нескольким направлениям, в соответствии с созданием производств отрасли:
| Секция    | Руководитель секции | Научно-техническая разработка | Объекты |
| --------- | ------------------- | ----------------------------- | --- |
| Первая    | М. Г. Первухин      | И. В. Курчатов                | завод № 817, производства А и В |
| Вторая    | В. А. Малышев       | И. К. Кикоин                  | завод № 813 |
| Третья    | Г. В. Алексенко     | Л. А. Арцимович               | завод № 814 |
| Четвёртая | А. Г. Касаткин      | М. О. Корнфельд               | проектирование и сооружение установок и предприятий для производства химического сырья, конструированию и изготовлению оборудования для них |
| Пятая     | А. П. Завенягин     | Н. Ф. Правдюк                 | проектирование и сооружение горно-металлургических предприятий, конструирование и изготовление оборудования для них                         |

## Деятельность и ликвидация Специального комитета
Становление атомной промышленности в СССР под руководством Специального комитета во многом происходило за счёт перепрофилирования тесно взаимосвязанных с Великой Отечественной войной «строго режимных» Наркоматов.
Наркомат боеприпасов передал Первому главному управлению при СНК СССР (ПГУ), находящемуся в подчинении Спецкомитета, институты, КБ и заводы, ставшие основой новой промышленной отрасли. Также силами этой структуры осуществлялось материально-техническое обеспечение работы центрального аппарата ПГУ вплоть до создания им собственной хозяйственной службы.
Наркомат внутренних дел вёл разведывательно-информационное обеспечение и контрразведывательное прикрытие работ, участвовал в разработке технологических процессов при работе с ураном, создавал базу для добычи новых полезных ископаемых, строил объекты атомной промышленности. Важным вкладом в атомный проект было широкомасштабное использование «спецконтингентов» НКВД и МВД наряду с военно-строительными частями. По мнению историков, именно привлечение большого количества заключённых как мобильной и бесплатной рабочей силы позволило в кратчайшие сроки создать новую промышленную отрасль.
Кроме организаций, подчинённых непосредственно ПГУ, существовало большое количество внешних подрядных организаций (по состоянию на 1 апреля 1946 года к работам было привлечено 103 учреждения, предприятия и организации, не считая входящих в систему ПГУ). Руководя созданием новой промышленной отрасли, Спецкомитет координировал и направлял деятельность подрядчиков, выполнявших на первом этапе значительные объёмы работ. Приказы этим предприятиям отдавались в форме постановлений правительства СССР.
Контроль над деятельностью Спецкомитета осуществлял И. В. Сталин. 8 февраля 1947 года на заседании Политбюро ЦК ВКП(б) было принято решение о том, что вопросы работы Спецкомитета будут докладываться либо непосредственно председателю Совета министров СССР И. В. Сталину, либо его первому заместителю В. М. Молотову.
С сентября 1945 года, в связи с расформированием ГКО СССР, «Специальный комитет при ГКО» был переподчинён СНК СССР и стал именоваться «Специальный комитет при СНК СССР». 
В марте 1946 года, когда Совет народных комиссаров СССР был преобразован в Совет министров СССР, «Специальный комитет при СНК СССР» был переименован в «Специальный комитет при СМ СССР».
Очередная реформа Специального комитета была оформлена в виде постановления Совета министров СССР от 16 марта 1953 года № 697-355сс/оп «О руководстве специальными работами». Пост председателя Специального комитета был сохранён за Л. П. Берией, его первым заместителем стал Б. Л. Ванников.
26 июня 1953 года решением Президиума ЦК КПСС Специальный комитет при СМ СССР был ликвидирован, а наличный состав его работников, делопроизводство и архив были переданы образованному в этот же день Министерству среднего машиностроения СССР в соответствии с постановлением Совета министров СССР от 9 июля 1953 года № 1704-669сс.
К моменту ликвидации Спецкомитета Советский Союз обладал ядерным оружием, а также полным циклом его производства. Было разработано семь различных конструкций атомных бомб. Одна из конструкций («РДС-6с») представляла собой принципиально новый вид оружия — термоядерное. Бомба «РДС-4» могла транспортироваться на самолёте «Ил-28», а её заряд использоваться в головке ракеты дальнего действия и самолёте-снаряде. Дальнейшие работы советской атомной отрасли были связаны с совершенствованием ядерного оружия, расширением производственной базы, развитием атомной энергетики.
Историк В. В. Полунин считает, что «как воссоздание, так и ликвидация Спецкомитета во многом были обусловлены борьбой за власть внутри политической элиты СССР». Финалом этой борьбы стал арест Л. П. Берии 26 июня 1953 года.